# Karl Weierstraß
Karl Theodor Wilhelm Weierstraß (escrito Weierstrass cuando no está disponible el carácter «ß») (Ostenfelde, 31 de octubre de 1815-Berlín, 19 de febrero de 1897) fue un matemático alemán que se suele citar como el «padre del análisis moderno». Entre sus logros más destacados figuran la definición de la continuidad de una función, demostrando el teorema del valor medio; y el teorema de Bolzano-Weierstrass usado posteriormente para estudiar las propiedades de funciones continuas en intervalos cerrados.

## Biografía
Era hijo de Wilhelm Weierstrass, un funcionario del gobierno, y de Theodora Vonderforst. Cuando nació Karl Weierstrass, su padre Wilhelm era secretario del alcalde de Ostenfelde, Ennigerloh, provincia de Westfalia, entonces parte de Prusia.  Cuando Karl tenía ocho años, su padre se convirtió en inspector de Hacienda, por lo que la familia tuvo que desplazarse mucho por Prusia. En 1827, el año en que murió su madre, su padre obtuvo un puesto fijo en Paderborn para que Karl pudiera asistir allí al "Akademisches Gymnasium" (hoy Theodorianum) donde siendo estudiante comenzó su interés por las matemáticas. Tuvo que trabajar como contable para mejorar la economía familiar, pero siempre sacaba buenas notas y leía la revista alemana de matemáticas Crelles Journal. A petición de su padre, Weierstrass estudió Derecho y finanzas en la Universidad Renana Friedrich-Wilhelms de Bonn de 1834 a 1838 con el fin de prepararse para la carrera de funcionario prusiano, lo que entraba en conflicto con su deseo de estudiar matemáticas. Resolvió este conflicto prestando poca atención a su carrera universitaria, estudiando matemáticas en privado. Finalmente dejó la universidad sin titularse.
A partir de 1836 fue miembro del Cuerpo Sajonia Bonn, en el que, según la descripción de Felix Klein, estaba un poco demasiado absorto. Por el camino, sin embargo, leyó obras de Pierre-Simon Laplace, Niels Henrik Abel y Carl Gustav Jacob Jacobi, que fomentaron su interés por las matemáticas. Tras abandonar la Universidad de Bonn en 1838 sin graduarse,  convenció a su enfadado padre para que lo matriculase en la Akademie Münster de 1838 a 1840. Estuvo en Münster de 1838 a 1840 para estudiar matemáticas y física, que se ajustaban más a sus inclinaciones. Estudió la teoría de las funciones elípticas con Christoph Gudermann, que estaba muy impresionado por Weierstrass. Se preparó para los exámenes estudiando por su cuenta en Westernkotten, cerca de Lippstadt, donde su padre era director de una fábrica de sal.
Tras aprobar los exámenes, en 1841/42 enseñó en las escuelas de gramática de Münster. Aquí también desarrolló los fundamentos de su posterior teoría de las funciones complejas, pero no publicó nada. Desde Pascua de 1843 trabajó en Deutsch Krone en Prusia Occidental y desde 1848 en Braunsberg en el Lyceum Hosianum. Además de matemáticas, también enseñó otras asignaturas como física, botánica y gimnasia. Esta última asignatura tenía una relación especial: cuando en 1844 se introdujeron las clases de gimnasia en la Deutsch-Krone, Weierstrass era el único profesor de gimnasia adecuado. En su juventud había practicado gimnasia y conocía el libro de Carl Euler Die deutsche Turnkunst. A finales de julio de 1844, viajó a Berlín y se formó como profesor de gimnasia.
En completo aislamiento del mundo matemático, trabajó intensamente en su teoría de la funciones abelianas (las generalizaciones directas de las funciones elípticas) y publicó en la revista de su escuela. Sin embargo, fue un ensayo en la revista de Crelle de 1854 Sobre la teoría de las funciones abelianas el que primero atrajo la atención, seguido de un artículo más detallado en 1856.
Como resultado, ese mismo año recibió el doctorado honoris causa de la Universidad Albertus de Königsberg, y los destacados matemáticos berlineses Peter Gustav Lejeune Dirichlet y Ernst Eduard Kummer se esforzaron por atraerle a Berlín. A partir de 1856 enseñó matemáticas en el Königliches Gewerbeinstitut (integrado en la Technische Hochschule Berlin en 1879), pero ese mismo año se convirtió en profesor de la Friedrich-Wilhelms-Universität Berlin, al tiempo que se hacían intensos esfuerzos por reclutarlo para Austria.
Después de que estudiase matemáticas en la Academia de Münster y de que su padre le consiguiese un puesto como profesor en una escuela de Münster, fue certificado como profesor en esa ciudad. Durante su periodo de estudio, Weierstrass asistió a las conferencias de Christoph Gudermann y se interesó por las funciones elípticas.
En 1843 impartió clase en Alemania y en el oeste de Prusia, y desde 1848 enseñó en el Lyceo Hosianum en Braunsberg.
A partir de 1850 Weierstrass sufrió un largo periodo de enfermedad, pero pudo publicar documentos que le llevaron a la fama y la distinción. La Universidad de Königsberg le entregó un título de doctor honorario el 31 de marzo de 1854. En 1856 consiguió una plaza en el Gewerbeinstitut, la que más tarde se convertiría en la Universidad Técnica de Berlín. En 1864 pasó a ser profesor de la Universidad Friedrich-Wilhelms en Berlín, institución que más tarde se transformó en la Universidad Humboldt de Berlín. Los últimos 3 años de su vida los pasó sin poder moverse, y terminó muriendo en Berlín de neumonia.
Weierstrass, que nunca se casó, tuvo una relación especial con su alumna rusa Sofia Kovalévskaya, a quien enseñó en privado desde 1870 porque ella, al ser una mujer, no recibió la admisión a la universidad. Utilizó su influencia para que ella pudiera doctorarse en Gotinga en 1874[4] y ocupar un puesto como profesora privada en Estocolmo en 1884. Allí también trabajó uno de los alumnos más importantes de Weierstrass, Gösta Mittag-Leffler, quien más tarde desempeñó un papel destacado a nivel internacional en el análisis. Weierstrass mantuvo correspondencia constante con Sofia Kowalewskaja hasta su muerte en 1891.
Ya durante su estancia en Braunsberg sufrió problemas de salud y a finales de 1861 sufrió un colapso total.
En su 70 cumpleaños, le obsequiaron un álbum de fotos con retratos de muchos de sus alumnos, amigos y colegas como señal de respeto y gratitud. Se realizaron dos pinturas con motivo de su 80 cumpleaños: uno de Rudolf von Voigtländer (en honor del cual se creó el conocido heliograbado realizado ) y el otro por el pintor, artista gráfico y escultor Conrad Fehr (1854-1933). Para su aniversario, Weierstrass dependía de una silla de ruedas desde hacía un año y, por consejo médico, sólo pudo sentarse en un sillón durante dos horas para recibir las felicitaciones de estudiantes, amigos y colegas en su apartamento. Aunque estuvo marcado por el sufrimiento físico, respondió a los discursos pronunciados de manera rápida y adecuada.
Además de sus prolíficas investigaciones cabe señalar que fue profesor de cátedra en la Universidad de Berlín, en la que tuvo entre sus discípulos a Georg Cantor, Ferdinand Georg Frobenius, Wilhelm Killing, Leo Königsberger, Carl Runge, Sofia Kovalévskaya y Edmund Husserl.

## Contribuciones en matemáticas
Weierstraß dio las definiciones de continuidad, límite y derivada de una función, que se siguen usando hoy en día. Esto le permitió abordar un conjunto de teoremas que estaban entonces sin demostrar de forma rigurosa, como el teorema del valor medio, el teorema de Bolzano-Weierstrass y el teorema de Heine-Borel.
También realizó aportes en convergencia de series, en teoría de funciones periódicas, funciones elípticas, convergencia de productos infinitos, cálculo de variaciones, análisis complejo, etc.

### Solidez del cálculo
Weierstrass estaba interesado en la solidez del cálculo, y en aquella época existían definiciones algo ambiguas de los fundamentos del cálculo, por lo que no se podían demostrar teoremas importantes con suficiente rigor.  Aunque Bolzano había desarrollado una definición razonablemente rigurosa de límite ya en 1817 (y posiblemente incluso antes) su trabajo permaneció desconocido para la mayor parte de la comunidad matemática hasta años más tarde,
y muchos matemáticos sólo tenían definiciones vagas de límites y continuidad de funciones.
La idea básica detrás de Delta-epsilon pruebas se encuentra, posiblemente, por primera vez en los trabajos de Cauchy en la década de 1820.
Cauchy no distinguió claramente entre continuidad y continuidad uniforme en un intervalo. En particular, en su Cours d'analyse de 1821, Cauchy argumentó que el límite (puntual) de funciones continuas (puntuales) era a su vez continuo (puntual), una afirmación que es falsa en general. La afirmación correcta es más bien que el límite uniforme de funciones continuas es continuo (también, el límite uniforme de funciones uniformemente continuas es uniformemente continuo).
Esto requería el concepto de convergencia uniforme, que fue observado por primera vez por el asesor de Weierstrass, Christoph Gudermann, en un artículo de 1838, donde Gudermann observó el fenómeno pero no lo definió ni profundizó en él. Weierstrass vio la importancia del concepto, lo formalizó y lo aplicó ampliamente en los fundamentos del cálculo.
La definición formal de continuidad de una función, formulada por Weierstrass, es la siguiente:
{\displaystyle \displaystyle f(x)} es continua en {\displaystyle \displaystyle x=x_{0}} si {\displaystyle \displaystyle \forall \ \varepsilon >0\ \exists \ \delta >0} tal que para cada {\displaystyle x} en el dominio de {\displaystyle f},   {\displaystyle \displaystyle \ |x-x_{0}|<\delta \Rightarrow |f(x)-f(x_{0})|<\varepsilon .} En inglés sencillo,  {\displaystyle \displaystyle f(x)} es continua en el punto {\displaystyle \displaystyle x=x_{0}} si para cada {\displaystyle x} lo suficientemente cerca de {\displaystyle x_{0}}, el valor de la función {\displaystyle f(x)} está muy próxima a{\displaystyle f(x_{0})}, donde la restricción de "suficientemente cerca" suele depender de la cercanía deseada de {\displaystyle f(x_{0})}  to {\displaystyle f(x).}
Utilizando esta definición, demostró el teorema del valor intermedio. También demostró el teorema de Bolzano-Weierstrass y lo utilizó para estudiar las propiedades de las funciones continuas en intervalos cerrados y acotados.

### Cálculo de variaciones
Weierstrass también realizó avances en el campo del cálculo de variaciones. Utilizando el aparato de análisis que ayudó a desarrollar, Weierstrass fue capaz de dar una reformulación completa de la teoría que allanó el camino para el estudio moderno del cálculo de variaciones. Entre varios axiomas, Weierstrass estableció una condición necesaria para la existencia de extremos fuertes de los problemas variacionales. También ayudó a idear la condición de Weierstrass-Erdmann, que da condiciones suficientes para que un extremo tenga una esquina a lo largo de un extremo dado y permite encontrar una curva minimizadora para una integral dada.

## Obras seleccionadas
- Zur Theorie der Abelschen Funktionen (1854) (en alemán)
- Theorie der Abelschen Funktionen (1856) (en alemán)
- Abhandlungen-1, Math. Werke. Bd. 1. Berlin, 1894 (en alemán)
- Abhandlungen-2, Math. Werke. Bd. 2. Berlin, 1895 (en alemán)
- Abhandlungen-3, Math. Werke. Bd. 3. Berlin, 1903 (en alemán)
- Vorl. ueber die Theorie der Abelschen Transcendenten, Math. Werke. Bd. 4. Berlin, 1902 (en alemán)
- Vorl. ueber Variationsrechnung, Math. Werke. Bd. 7. Leipzig, 1927 (en alemán)

## Eponimia
Además de los distintos conceptos matemáticos que llevan su nombre, se tiene que:
- El cráter lunar Weierstrass lleva este nombre en su memoria.[6]
- El asteroide (14100) Weierstrass también conmemora su nombre.[7]